# Шиме
Шиме (на френски: Chimay) е град в Югозападна Белгия, окръг Тюен на провинция Ено. Населението му е около 9800 души (2018).
В близост до Шиме извира река Оаз.